# Condado de Horry
El condado de Horry (en inglés, Horry County, South Carolina) es un condado del estado de Carolina del Sur, Estados Unidos. Según el censo de 2020, tiene una población de 351 029 habitantes.
La sede del condado es Conway.

## Geografía
Según la Oficina del Censo, el condado tiene un área total de 2950 km², de la cual 2940 km² son tierra y 310 km² son agua.

### Condados adyacentes
- Condado de Columbus - noreste
- Condado de Brunswick - este
- Condado de Georgetown - suroeste
- Condado de Marion - oeste
- Condado de Dillon - noroeste

## Demografía

### Censo de 2020
| Raza                   | Núm.    | Porc.  |
| ---------------------- | ------- | ------ |
| Blancos                | 270 736 | 77.13% |
| Afroamericanos         | 39 883  | 11.36% |
| Amerindios             | 1610    | 0.46%  |
| Asiáticos              | 4655    | 1.33%  |
| Isleños del Pacífico   | 320     | 0.09%  |
| Otras razas            | 12 262  | 3.49%  |
| De una mezcla de razas | 21 653  | 6.14%  |

Del total de la población, el 6.92% son hispanos o latinos de cualquier raza.

### Censo de 2000
En el 2000, los ingresos promedio de los hogares del condado eran de $36 470 y los ingresos promedio de las familias eran de $42 676. Los ingresos per cápita eran de $19 949. Los hombres tenían un ingreso per cápita de $27 663 contra $21 676 para las mujeres. Alrededor del 12.0% de la población estaba bajo el umbral de pobreza nacional.

## Lugares

### Principales ciudades
- Conway
- Myrtle Beach
- North Myrtle Beach

### Pequeñas ciudades y pueblos
- Aynor
- Garden City
- Loris
- Surfside Beach

### CDP
- Atlantic Beach
- Briarcliffe Acres
- Bucksport
- Forestbrook
- Little River
- Red Hill
- Socastee

### Comunidades y barrios no incorporados
- Allsbrook
- Baxter Forks
- Bayboro
- Brooksville
- Bucksville
- Burgess
- Carolina Forest
- Cherry Grove Beach
- Cool Spring
- Crescent Beach
- Daisy
- Galivants Ferry
- Glass Hill
- Green Sea
- Gurley
- Hand
- Hickory Grove
- Homewood
- Ingram Beach
- Ketchuptown
- Konig
- Lakewood
- Longs
- Nixonville
- Nixons Crossroads
- Ocean Drive Beach
- Pine Island
- Poplar
- Red Bluff Crossroads
- Shell
- Springmaid Beach
- Toddville
- Wampee
- Windy Hill

### Principales carreteras
| - · Interestatal 73 (futura) - Interestatal 74 (futura) - Interestatal 174 (futura) - U.S. 17 - · U.S. 17 Business - U.S. 76 - U.S. 378 - U.S. 501 | - · U.S. 501 Business - U.S. 701 - SC 9 - · SC 9 Business - SC 22 - SC 31 - SC 65 | - SC 90 - SC 179 - SC 319 - SC 410 - SC 544 - SC 707 - SC 905 - SC 917 |  |